# Granica radziecko-turecka
Granica radziecko-turecka – historyczna granica między ZSRR i Turcją. Istniała od 1922 do 1991 roku. Miała identyczny przebieg jak dzisiejsza granica Turcji oraz Armenii, Gruzji i Azerbejdżanu. Jej długość wynosiła 529 km.